# ゲラ・ゾルターン
ゲラ・ゾルターン（Gera Zoltán, 1979年4月22日 - ）は、ハンガリー・ペーチ出身の元同国代表サッカー選手、サッカー指導者。現役時代のポジションはMF（攻撃的ミッドフィールダー）。2019年よりU-21ハンガリー代表の監督を務める。
ハンガリー年間最優秀選手賞を2度（2004年、2005年）受賞している。

## クラブ経歴
1997年にペーチMFCと契約しロート・アンタルの指導を受ける。ペーチでの活躍により国内メディアやクラブチームの関心を集め、2000年にブダペストを本拠地とするフェレンツヴァーロシュTCへ移籍した。同クラブでは3シーズンの在籍でリーグ通算115試合に出場し32得点を記録。2度のリーグ優勝（2001年、2004年）と2度のカップ優勝（2003年、2004年）に貢献した。
2004年7月、イングランドのウェスト・ブロムウィッチ・アルビオンFC（以下WBA）へ移籍。移籍金は150万ポンドであり、3年契約で1年間の契約延長オプションが付帯する。同年8月14日、ブラックバーン・ローヴァーズFC戦の87分に途中出場しプレミアリーグデビューを果たすと、同月25日のトッテナム・ホットスパーFC戦でリーグ初得点を決めた。
2008年6月、WBAとの契約が満了。WBA側から契約延長の申し出を受けたがこれを断り、同月11日にフラムFCと3年契約を結んだ 。
2011年8月2日、フラム時代の恩師であるロイ・ホジソンが監督を務めるWBAに加入、3年振りの古巣復帰となる。同年11月26日のトッテナム戦で左膝前十字靭帯を断裂し、シーズンを終了する。2013年1月5日のクイーンズ・パーク・レンジャーズFC戦で再び同箇所を負傷し、残りのシーズンを棒に振った。8月14日、クラブと1年間の再契約を締結した。2013-14シーズン終了後、契約満了に伴いザ・ホーソンズを去る。
2014年7月9日、古巣であるフェレンツヴァーロシュへ復帰することが発表された。
2018年6月28日、現役を引退することを表明。引退後は代表やフェレンツヴァーロシュでアシスタントコーチを務めている。

## 代表歴
ハンガリー代表としては2002年2月13日のスイス戦でデビュー（試合は2-1でハンガリーの勝利）。同年10月16日のサンマリノ戦で初得点を挙げるとこの試合でハットトリックを達成した。2004年からは代表チームのキャプテンを務めた。
2009年10月14日、2010 FIFAワールドカップ・ヨーロッパ予選のデンマーク戦を前にしたミーティングに遅刻をしたことから、監督のエルウィン・クーマンによりデンマーク戦のメンバーから除外する処分を受けた。ゲラはこの事件の後に代表チームからの引退を発表した。
2010年7月23日、クーマンが監督を退任し新しくエゲルヴァーリ・シャーンドルが代表チームの監督に就任。 エゲルヴァーリとゲラの間で交渉が行われると、同年8月11日のイングランド戦で代表チームに復帰。 2011年3月29日、敵地アムステルダムで行われたEURO2012予選のオランダ戦では、51,700人の観衆の前で2得点を記録した。
EURO2016にも参加。6月22日のポルトガル戦において19分に決めたボレーシュートによる得点が、同大会の最優秀ゴールに選出された

## タイトル
クラブ
フェレンツヴァーロシュ
- ネムゼティ・バイノクシャーグI : 2000-01, 2003-04, 2015-16
- マジャル・クパ : 2002-03, 2003-04, 2014-15, 2015-16, 2016-17
- マジャル・スペルクパ（英語版）: 2004, 2015, 2016

WBA
- フットボールリーグ・チャンピオンシップ : 2007-08

個人
- ティボル・シモン（英語版）賞 : 2003
- ハンガリー年間最優秀選手 : 2004, 2005
- フラム年間最優秀選手 : 2009-10
- EURO2016最優秀ゴール : 2016